# Гельма
Гельма (араб. قالمة) — місто в Алжирі, адміністративний центр однойменної провінції. Розташовано на північному сході країни за 60 км від узбережжя Середземного моря, за 60 км на південний схід від Аннаби, за 120 км на захід від Константіна, та за 150 км від кордону з Тунісом. За 15 км від міст розташовуються термальні джерела Хаммам Мескутін, поруч з якими побудований СПА-курорт. 

## Галерея

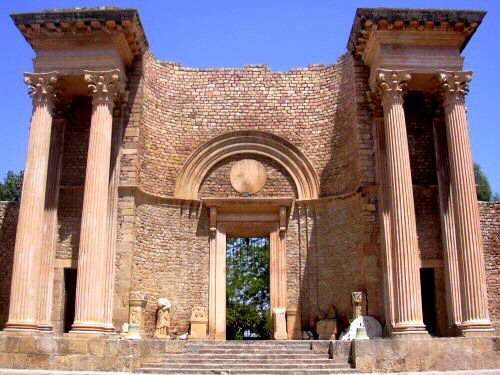
Фасад римського театру
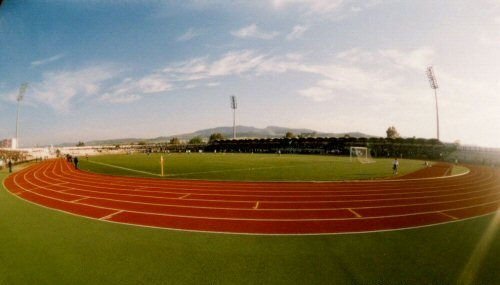
Стадіон Суйдані Буджемаа